# Vistrorio
Vistrorio és un comune (municipi) de la ciutat metropolitana de Torí, a la regió italiana del Piemont, situat a uns 40 quilòmetres al nord de Torí. A 1 de gener de 2019 la seva població era de 531 habitants.
Vistrorio limita amb els següents municipis: Alice Superiore, Rueglio, Issiglio, Lugnacco, Pecco, Castelnuovo Nigra, Vidracco, Quagliuzzo, Strambinello i Baldissero Canavese.